# サンフランシスコ音楽院
サンフランシスコ音楽院（San Francisco Conservatory of Music）は、アメリカ合衆国カリフォルニア州サンフランシスコ市にある4年制音楽大学。

## 歴史
1917年創立の音楽大学。学士、修士、ミュージックディプロマコースを有する。卒業生にユーディ・メニューイン（ヴァイオリン）、大平まゆみ（ヴァイオリン）、アーロン・ジェイ・カーニス（作曲）など著名音楽家がいる。

## 著名な出身者
五十音順
- アイザック・スターン（ヴァイオリニスト）
- 大平まゆみ (ヴァイオリニスト、元札幌交響楽団コンサートマスター)
- クロノス・クァルテット（弦楽四重奏団）
- ジョージ・デューク  （ジャズピアニスト、作曲家）
- セルジオ・アサド （ギタリスト、作曲家）
- 宮下智（作詞家、作曲家、ピアニスト）
- ユーディ・メニューイン（ヴァイオリニスト）

## ジム・ハイスミス作曲賞
ジム・ハイスミス作曲賞（Jim Highsmith Composition Award）は、毎年サンフランシスコ音楽院によって主催されるオーケストラ作品のための作曲賞。このコンペティションは、音楽院の現在および近年の学生を対象としている。受賞者は毎年春に独立した審査員団によって選ばれ、優勝作品は秋に音楽院のオーケストラによって演奏される。受賞者は以下の通り。
- ウィリアム・キャンベル (William Campbell) - 1995年
- アレクサンドラ・ヴレバロフ (Aleksandra Vrebalov) - 1996年
- ジェイソン・マルティノー (Jason Martineau) - 1998年
- ブルース・ロックウェル (Bruce Rockwell) - 1999年
- マイケル・カウルキン (Michael Kaulkin) - 2000年
- ブレント・グッドバー (Brent Goodbar) - 2001年
- ジョナサン・ラッセル (Jonathan Russell) - 2002年
- トーマス・コンロイ (Thomas Conroy) - 2003年
- イアン・ジェームズ・ディッケ (Ian James Dicke) - 2004年
- イアン・ディッケンソン (Ian Dickenson) - 2005年
- ダレン・ジョーンズ (Darren Jones) - 2006年
- ジョセフ・グレゴリオ (Joseph Gregorio) - 2007年
- イリヤ・デムツキー (Ilya Demutsky) - 2008年
- ジェフリー・パロラ (Jeffrey Parola) - 2009年
- ジョセフ・スティルウェル (Joseph Stillwell) - 2010年
- ニコラス・パフコヴィッチ (Nicholas Pavkovic) - 2011年
- ルイ・クルス (Louis Cruz) - 2012年
- ジャスティン・ラルズ (Justin Ralls) - 2013年
- ネイサン・キャンベル (Nathan Campbell) - 2014年
- マイケル・クロップフ (Michael Kropf) - 2015年
- デヴィッド・テイラー (David Taylor) - 2016年